# Ґамінг
Ґамінг (Гамінґ) (д/н — 554) — герцог Алеманії в 539—554 роках.

## Життєпис
Ймовірно, був сином алеманського герцога Лантахара. Після смерті останнього разом з братами Бутіліном і Леутаром отримав батьківські володіння. Лише у 539 році франкський король Теодеберт I передав Ґамінгу владу над південно-східною Алеманією (біля Боденського озера). Резиденцією було місто Юберлінген Втім алемани й далі визнавали зверхність Франкської держави.
Напевне разом з братами брав участь в італійському поході 553—554 років, під час якого загинув.